# Aulonemia amplissima
Aulonemia amplissima là một loài thực vật có hoa trong họ Hòa thảo. Loài này được (Nees) McClure mô tả khoa học đầu tiên năm 1973.